# Леконт, Казимир
Казимир Франсуа Жозеф Леконт (1796 — 8 ноября 1867 года, Сен-Лё-ла-Форе) — французский предприниматель.

## Биография
Казимир Леконт родился в 1796 году в семье банкира и предпринимателя Леона Жозефа Леконта (1759—1824), управляющего Сен-Гобенской зеркальной мануфактуры, и Мари-Мадлен-Аделаиды Фруассент. Его сестра была женой Александра-Себастьена Жерара, инженера, промышленника и натуралиста. Казимир женился на Эжени Эстьер, дочери парижского нотариуса Шарля Эстьера. Их дочь Адель вышла замуж за известного политика и писателя Антонина Лефевр-Понталиса.
В 1828 году Казимир Леконт вступил в организацию «Messageries royales» (службу королевских почтовых курьеров), а впоследствии стал её главным управляющим. Он также был одним из главных руководителей «Messageries générales de France Laffitte et Caillard» (Генеральной французской курьерской службы Лаффита и Кайяра) и главой банковского дома «Delamarre, Martin-Didier & Cie» (Деламарр, Мартин Дидье и компания). В 1836 году по проекту архитектора Феликса Калле для Леконта был построен особняк в Париже, на площади Сен-Жорж.
В своей предпринимательской деятельности он опирался на восемь банков, вкладчиками которых были 30 миллионов частных лиц. Это приносит ему доход в 5 миллионов франков. В 1838 году он получил концессию на строительство железной дороги Париж-Орлеан. Он стал генеральным директором железнодорожной компании Париж-Орлеан. Леконт также был директором страховой компании «L’Urbaine». Банкир написал несколько сочинений на экономические темы. Он умер 8 ноября 1867 года.

## Публикации
- Opinion d’un habitant de la vallée de Montmorency sur le projet de cimetière à établir à Méry et le chemin de fer destiné à le desservir (1867)
- Promenade dans l’isthme de Suez (1865)
- L’Oeuvre de Fogelberg (1856)
- Étude économique de la Grèce, de sa position actuelle, de son avenir, suivie de documents sur le commerce de l’Orient, sur l'Égypte (1847)
- Documents sur la Suède (1843)
- Chemin de fer d’Orléans à Vierzon, lettre à MM. les membres des conseils généraux et municipaux des départemens intéressés au chemin de fer d’Orléans à Vierzon (1841)
- Le Hâvre-Paris-Marseille, perfectionnement des voies de communication (1840)
- Association industrielle de la propriété : première application de ce système au chemin de fer d’Orléans à Vierzon (1840)
- Des colonies françaises aux Indes orientales (1831)
- Les Noirs libres et les noirs esclaves aux Antilles, aux États-Unis et à Libéria
- De la Fabrication des locomotives en France